# Leopoldo Alas

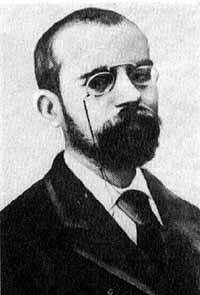
Leopoldo Alas, „Clarín“

Leopoldo Enrique García-Alas y Ureña, Pseudonym Clarín, (* 25. April 1852 in Zamora, Spanien; † 13. Juni 1901 in Oviedo, Asturien, Spanien) war ein spanischer Schriftsteller und Journalist.
Er war Professor für Römisches Recht an der Universität Oviedo.
Sein berühmtestes Werk ist der 1885 erschienene Roman La Regenta (dt. Die Präsidentin). Der Roman wurde mit Gustave Flauberts Madame Bovary verglichen, der als Ehebruchs- und Verführungsroman gilt. Auch sein Roman Su único hijo von 1890 (dt. Sein einziger Sohn, 2002) liegt in einer deutschen Übersetzung vor.

## Leben
Leopoldo Alas wurde als viertes Kind seiner Eltern in Zamora geboren, wo sein Vater, Jenaro García Alas y Suárez, Gobernador Civil der Provinz war (seine Mutter hieß Leocadia).
1854 wird der Vater nach León versetzt, wo der Junge eine Jesuitenschule besucht. 1859 geht es nach einer neuerlichen Versetzung des Vaters wieder zurück nach Oviedo, wo Leopoldo im Gymnasium den späteren Schriftsteller Armando Palacio Valdés kennenlernt. In dieser Zeit verfasste er erste Theaterstücke, die die beiden Freunde auch selber aufführten. Mit 16 gab er eine humoristische Wochenschrift namens „Juan Ruiz“ heraus. 1869 bekam er den „Bachiller en Artes“ (das spanische Äquivalent zum Abitur), zur gleichen Zeit schickte er erste Artikel an Zeitungen und Zeitschriften in Madrid, wohin er zum Jurastudium ging, das er bereits 1871 abschloss. Eine Zeitlang versuchte er es auch mit einem Studium in „Filosofía y Letras“ (Geisteswissenschaften), machte dann aber doch ein Jura-Doktorat mit einer Dissertation über „El Derecho y la Moralidad“ (Recht und Moral); sein Doktorvater war niemand geringerer als Francisco Giner de los Ríos, der Begründer der Institución Libre de Enseñanza. Dies ist zugleich auch das einzige Buch, das nicht unter seinem Pseudonym veröffentlicht wurde.
Zusammen mit Palacio Valdés und anderen jungen Intellektuellen gründete Alas eine „Tertulia“ in der Cervecería Inglesa, „Bilis Club“ genannt. Sie besuchten auch das Ateneo, wo sie den etwas älteren Schriftsteller Benito Pérez Galdós kennenlernten. 1872 gründeten sie die Zeitschrift „Rabagas“, die jedoch nur von kurzer Lebensdauer war. 1874 begann Leopoldo Alas professionell in der Zeitschrift El Solfeo zu schreiben, wobei er ab 1875 sein Pseudonym „Clarín“ (Signalhorn, Trompete) verwendete, nach der gleichnamigen Graciosofigur aus Pedro de Calderóns La vida es sueño, der sich das „Lautgeben“ nicht verbieten ließ. Bald wurde Clarín auch berühmt für seine spitze Feder; nahezu jeder seiner Artikel wurde heiß diskutiert, manche lösten auch Skandale aus. Dies scheint auch der Grund dafür gewesen zu sein, warum eine erste Berufung als Professor für Politische Ökonomie und Statistik 1878 nach Salamanca fehlschlug, da einem der von ihm heftig Angegriffenen, der Conde de Toreno, Queipo de Llano, das Letztentscheidungsrecht dafür zukam und dieser den Erstgereihten zugunsten des Zweitgereihten überging. 1882 schließlich wurde Clarín als Ordentlicher Professor für Politische Ökonomie und Statistik nach Saragossa berufen; im selben Jahr heiratete er Onofre García Argüelles y García-Bernardo, um ein Jahr später als Professor für Römisches Recht nach Oviedo zurückzukehren. 1883 wird sein erster Sohn Leopoldo geboren, 1887 der zweite, Adolfo, 1890 seine Tochter Elisa. Als Professor (später auch für Naturrecht) war Clarín bekannt für seine Strenge und Unbestechlichkeit sowie für seine ungewöhnlichen Lehrmethoden: Neben Fachbüchern verlangte er auch die Lektüre des Don Quijote und anderer literarischer Werke.
In seiner Freizeit schrieb er Zeitungsartikel für El Globo, La Ilustración und Madrid Cómico; an die Zeitungen El Imparcial und Madrid cómico schickt er seine „Paliques“, bissige satirische Texte, die ihm zusätzliche Feinde verschafften. 1881 veröffentlicht er seine Literaturkritiken in Buchform unter dem Titel Solos de Clarín (Claríns Solos); das Vorwort ist von dem späteren Nobelpreisträger José Echegaray. Mit 31 Jahren schrieb er sein Meisterwerk La Regenta (dt.: Die Präsidentin), dessen zweiter Band 1885 erschien. 1891 erschien sein zweiter Roman, Su único hijo (dt. Sein einziger Sohn, 2002). In den Jahren 1892/93 machte er eine persönliche Krise voller religiöser Zweifel durch, die sich in seiner Erzählung Cambio de Luz niederschlug. 1894 versuchte er sich schließlich mit dem Theaterstück Teresa auch in der dramatischen Gattung, die ihm aber offensichtlich nicht lag; die Uraufführung des Einakters in Prosa wurde zu einem Misserfolg. Schließlich versucht er sich auch als literarischer Übersetzer von Émile Zola, dessen Werk Travail er 1901 in monatelanger Kleinarbeit übertrug. Bereits krank und erschöpft, macht Clarín wieder einmal sein Perfektionismus zu schaffen. Er schreibt unablässig, v. a. kleine Artikel, um sich sein Brot zu verdienen und seine Kinder zu ernähren. In León versucht er sich bei einem Verwandten zu erholen, dann aber diagnostizieren die Ärzte eine zur damaligen Zeit unheilbare Krankheit: Tuberkulose. Am 13. Juni 1901 starb er im Alter von gerade erst 49 Jahren.

## Weltanschauung
Clarín tat sich als beißender Kritiker gegen den Konservatismus hervor, war liberal, verstand sich als Anhänger der Republik und war vom Krausismo beeinflusst. Eine Zeitlang betätigte er sich auch politisch und war Gemeinderat der Stadt Oviedo. 1898 wurde auf seine Initiative hin eine Art Zweigstelle seiner Universität gegründet, die sich zum Ziel setzte, Vorträge fürs breite Publikum zu halten; Clarín z. B. unterrichtete im Centro Obrero (Arbeiterzentrum) in Oviedo und im Círculo Mercantil in Gijón. Er war antiklerikal, aber nicht areligiös. Seine engagierten Zeitungsartikel gegen die restaurativen Tendenzen der Gesellschaft brachten ihm viele Schwierigkeiten ein.
Darüber hinaus kann man ihn als „literarischen Anwalt des Feminismus“ sehen. Alas hat sich viel mit Psychologie, der Schule von Charcot, befasst und ihr kritische Studien gewidmet. Seine naturalistische Arbeitsweise resümiert er in einem Artikel in El Progreso 1882: „Heute sucht der Romancier seine Stoffe, seine Figuren und die Form seiner Werke in der Welt, wie sie ist; in ihr findet er seine einzige Inspirationsquelle. er beobachtet, überlegt, vergleicht, verallgemeinert und gibt dann wieder.“ Die Anerkennung seines literarischen Ranges blieb ihm aber lang versagt, er war zwar schon zu Lebzeiten berühmt, aber dieser Ruhm beruhte mehr auf dem Skandalerfolg seines Romans als auf der Würdigung der künstlerischen Leistung, die nur von wenigen (darunter Galdós) anerkannt wurde. Großteils rief er Empörung beim konservativen Spanien hervor, was noch sein Sohn Leopoldo García-Alas García-Argüelles, Jurist und Rektor der Universität Oviedo, beim Einmarsch der siegreichen Franco-Truppen zu spüren bekam, indem sie ihn vor ein Militärgericht stellten und erschossen. Erst seit dem Ende des Franquismus kam es zu einer Clarín-Renaissance; man hat sein Hauptwerk, La Regenta, die „spanische Madame Bovary“ genannt.

## Werk

### Essays
- Solos de Clarín (1881)
- La literatura en 1881 (1882)
- Sermón perdido (1885)
- Nueva campaña (1887)
- Ensayos y revistas (1892)
- Palique (1894)

### Romane
- La Regenta (1884–85), deutsch: Die Präsidentin. Übersetzt von Egon Hartmann. Mit einem Nachwort von F. R. Fries. Suhrkamp-Insel 1986, 1987, 1991, ISBN 3-458-16162-7, ISBN 978-3-518-37890-8, ISBN 3-518-37890-2.
- Su único hijo (1890), deutsch: Sein einziger Sohn. Übersetzt von Elke Wehr. Suhrkamp-Insel 2002, ISBN 978-3-458-17104-1.

### Erzählungen und Novellen
- Dos sabios
- El dúo de la tos
- El gallo de Sócrates
- En el tren
- En la droguería
- Un voto
- Adiós, Cordera
- Boroña
- Cuentos morales
- Cuervo
- De la Comisión
- Doble vía
- Doctor Angelicus
- Don Paco del empaque
- Doña Berta
- El Señor y lo demás son cuentos
- El doctor Pértinax
- El libro y la viuda
- El oso mayor
- El sombrero del cura
- Medalla -- de perro chico
- Pipá
- Speraindeo
- Superchería
- Tambor y gaita
- Un candidato
- Un repatriado

### Lesungen
- Sein einziger Sohn (Su unico hijo), Sprecher: Jürgen Thormann, SWR 2003 (veröffentlicht in der SWRedition (ISBN 978-3-95615-040-1), erhältlich bei allen gängigen Audio-Portalen)